# Бууз
Бууз (бур. бууза, монг. бууз, рос. позы) — традиційна бурятська і монгольська страва.

## Опис
Вважається, що буузи — один із варіантів китайської страви баоцзи (кит. 包子, bāozi), від якої походить і назва буузи, але, на відміну від китайського аналога, начинка в буузах виключно м’ясна із невеликим додаванням зелені. Окрім цього, баоцзи, на відміну від бууз, роблять із дріжджового тіста, хоча у Монголії буузи роблять саме так; ця страва називається мантуун бууз. Також у Монголії немає конкретної різниці між назвами бууз і баоцзи, адже саме слово бууз походить від китайської назви, а ще обидва її види дуже популярні. На свято монголи їдять бууз із дріжджового тіста.
Ця страва також споріднена до кавказьких хінкалі і тюркських мантів. Так само, як баоцзи і манти, буузи готують на пару, як правило, у спеціальній пароварці — аналозі мантоварки.  Начинка з рубленої баранини, м'яса яка або яловичини робить їх подібними до монгольського хушура, який, втім, на відміну від буузів, смажать.
В тувинській кухні буузи — це приготований на пару різновид мантів. Від мантів вони відрізняються формою ліпки — їх роблять з відкритим верхом; вони схожі на монгольські буузи, але менші за розміром.

## Приготування

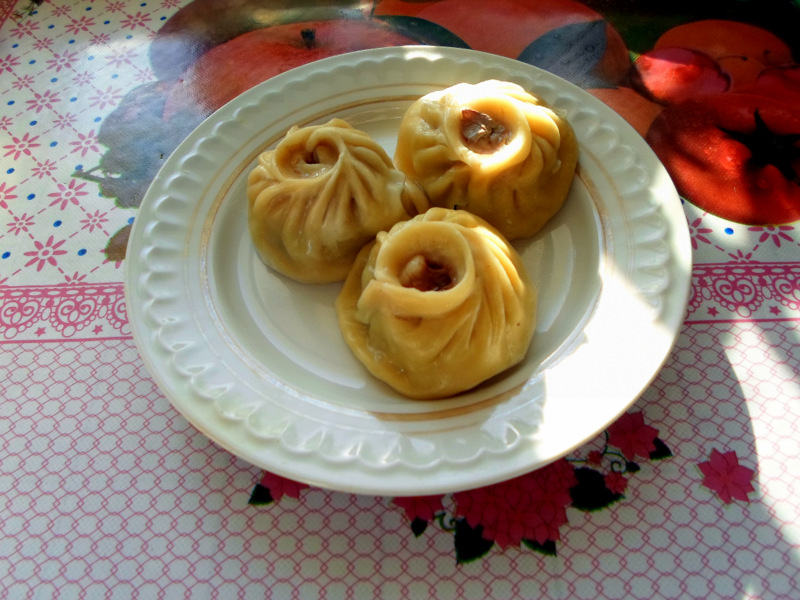
Бурятські буузи

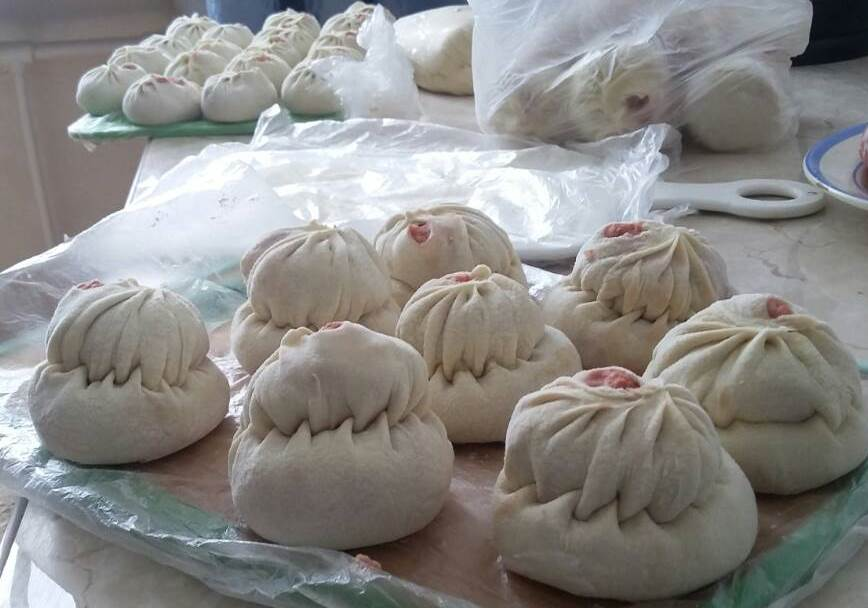
Здвоєні буузи, Бурятія

Буузи начинюють рубленою бараниною або яловичиною, до якої додають цибулю і/або часник та солять. Інколи їх приправляють пророслим насінням фенхелю чи кропу або іншими сезонними травами. Також можуть додавати картопляне пюре, капусту або рис.
Далі м'ясну кульку кладуть у мішечок з тіста, який загортається навколо м'ясної кульки, потім робиться отвір нагорі і відповідно до стилю кухаря. Далі бууз варять на пару та їдять руками, випиваючи з нього бульйон.
Буузи мають форму чашечки, подібну до баоцзи і хінкалі, зазвичай з отвором зверху. Діаметр готових буузів – прибл. 5-8 см. Вважається, що у бууза має бути 33 защипи. Їдять їх традиційно руками, причому утворений при приготуванні бульйон всередині бууза, надкусивши його біля нижньої частини, випивають окремо через утворений отвір.

## Традиції
Традиційно буузи готують на монгольський новий рік, Цаган Сар, який відбувається у лютому. Їх готують за декілька тижнів до того і лишають на вулиці, щоб ті замерзли; потім буузи їдять з салатами і смаженим хлібом, запиваючи монгольським чаєм – сутей цай або горілкою. Але і протягом всього року його можна скуштувати у ресторанах і маленьких кафе столиці країни — Улан-Батора.
В Бурятії проводяться численні конкурси, присвячені цій страві. Зокрема, 31 січня 2014 року на конкурсі «Буузын Баяр» було побито рекорд за кількістю з’їдених буузів — більше 20 тисяч.